# Gyllenbröstad tangara
Gyllenbröstad tangara (Bangsia rothschildi) är en fågel i familjen tangaror inom ordningen tättingar.

## Utbredning och systematik
Fågeln förekommer i Anderna i västra Colombia, och nordvästra Ecuador (Esmeraldas). Den behandlas som monotypisk, det vill säga att den inte delas in i några underarter.

## Status
Trots det begränsade utbredningsområdet och att den tros minska i antal anses beståndet vara livskraftigt av internationella naturvårdsunionen IUCN.